# توقيع

توقيع عبد الكريم قاسم

التوقيع أو الإمضاء هي علامة تحديد محرر وثيقة أو كتاب أو سبب ظاهرة، وبالتالي، فإن التوقيع يسمح بتحديد هوية محرر عمل معين.
التوقيع بالأحرف الأولى (paraphe) هي العلامة المختصرة لتوقيع كامل. كل شخص لديه توقيع خاص به يستعمله لتوقيع الأوراق الخاصة به مثل الشيكات والأوراق الإدارية إن كان صاحب منصب.

توقيع الرئيس الحبيب بورقيبة

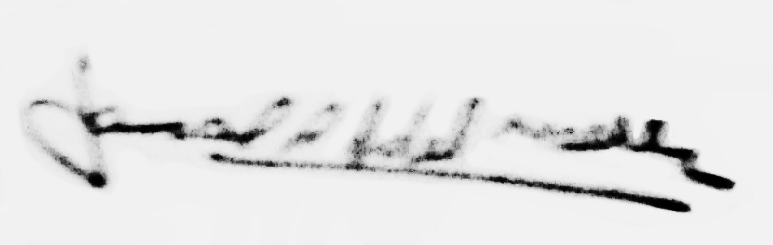
توقيع الرئيس جمال عبد الناصر

توقيع مهاتما غاندي

توقيع الشهبانو فرح بهلوي

## وظيفة وأنواع
تتمثل الوظيفة التقليدية للتوقيع في إلصاق المستند بشكل دائم بتعريف الشخص الشخصي الفريد الذي لا يمكن إنكاره كدليل مادي على الشاهد الشخصي لذلك الشخص وشهادة لمحتوى كل أو جزء محدد من المستند. على سبيل المثال، لا يقتصر دور التوقيع في العديد من عقود المستهلكين على تقديم دليل على هوية الطرف المتعاقد، ولكن أيضًا لتقديم دليل على التداول والموافقة المستنيرة. في العديد من البلدان، يمكن مشاهدة التوقيعات وتسجيلها في حضور كاتب عدل لتحمل قوة قانونية إضافية. في المستندات القانونية، يمكن للموقِّع الأمي وضع «علامة» (غالبًا ما تكون "X" ولكن أحيانًا تكون رمزًا شخصيًا)، طالما أن الوثيقة موقعة من قبل شاهد متعلم. في بعض البلدان، يضع الأميون بصمة إبهامهم على المستندات القانونية بدلاً من التوقيع الكتابي.

### التواقيع الآليًة
توجد آلات خاصة للتوقيع تُعرف باسم التوقيعات الآلية (Autopens) قادرة على إعادة إنتاج توقيع الشخص بشكل آلي. وغالبًا ما تُستخدم هذه الآلات من قبل أشخاص يُطلب منهم توقيع كميات كبيرة من الأوراق المطبوعة، مثل المشاهير ورؤساء الدول أو الرؤساء التنفيذيين. ومؤخرًا، بدأ بعض أعضاء الكونغرس في الولايات المتحدة بتحويل تواقيعهم إلى ملف خط من نوع TrueType، مما يتيح لموظفي مكاتبهم إعادة إنتاج التوقيع بسهولة على المراسلات، والتشريعات، والوثائق الرسمية.
وفي لغات شرق آسيا مثل الصينية، اليابانية، والكورية، يستخدم الناس تقليديًا أختامًا شبيهة بالختم تُعرف باسم أختام الأسماء (Name-seals)، حيث يُنقش الاسم بخط Tensho (خط الأختام)، بدلاً من التوقيع اليدوي.

### التوقيعات الحبرية
التوقيع الحبري هو اسم الشخص مكتوب بخط يده باستخدام الحبر. تشترط بعض الجهات الحكومية أن يقوم المتخصصون أو المراجعين الرسميين بالتوقيع على النسخ الأصلية وجميع النسخ المطابقة لها لإثبات أنهم قد اطلعوا شخصيًا على المحتوى.
في العديد من البلدان، يجب أن يتم التوقيع بحضور كاتب عدل، وأن يتم التوثيق والتسجيل ليكون للتوقيع قوة قانونية في سياقات محددة. وفي الولايات المتحدة، يشيع ذلك في المخططات المعمارية وخطط البناء. والغرض من هذا الإجراء هو منع الأخطاء أو التزوير، إلا أن فعاليته لم تُثبت بشكل واضح.

## وصلات خارجية
- قاعدة بيانات التوقيعات
- ما هو التوقيع؟ توقيع 100 شخص مشهور